# Дальжа
Дальжа́ (Дальдзи) — пресное озеро в левобережье нижнего течения реки Амгунь на севере Ульчского района Хабаровского края России.
Озеро Дальжа находится на высоте 4 м над уровнем моря, имеет удлинённую форму, вытянутую с северо-востока на юго-запад на 24 км и шириной до 6 км. Площадь составляет 60,9 км². Площадь водосборного бассейна — 2900 км². Берега озера сильно изрезаны, в юго-восточной части — заболоченные, на западе — гористые, покрытые лесом. Питание снеговое и дождевое. На юго-востоке соединяется с низовьем реки Амгунь протокой через озеро Далган. В озеро впадают такие реки, как Калпакори, Джук.
Озеро имеет рыбопромысловое значение. Судоходно для маломерных судов.
Код водного объекта в государственном водном реестре — 20030800111118100001930.